# Sikkerhedsdilemma
I international politik refererer sikkerhedsdilemmaet til den almindelige situation, hvor to eller flere stater bliver trukket ind i konflikter og muligvis krig på grund af sikkerhedsbekymringer, selvom ingen af de involverede parter ønsker konflikten. Teorien er udviklet af Glenn Snyder, bl.a. på baggrund af neo-realisten Kenneth Waltz' arbejde.
Dilemmaet opstår når to eller flere stater føler sig usikre overfor andre stater som de ikke har tillid til. Ingen af staterne ønsker konflikt, men fordi ingen af staterne føler sig sikre og stoler på, at de andre stater ikke vil angribe dem, opruster de militært. En sådan oprustning medfører større usikkerhed hos modparten og dermed en oprustning fra den anden side. Dette danner en vedvarende spiral af oprustning.
En stats defensive skridt, vil ofte blive fejlfortolket af den anden part, som værende af offensiv art.
Det er ikke givet, at sikkerhedsdilemmaet resulterer i krig. Et åbenlyst eksempel på dette, er den bipolære magtbalance mellem Sovjetunionen og USA under den kolde krig. 
En sådan logik indikerer, at krig opstår på grund af fejlende kommunikation mellem staterne.